# Улица Куйбышева (Екатеринбург)
Улица Куйбышева (бывший Сибирский проспект) — одна из наиболее длинных улиц Екатеринбурга (протяжённость — 4880 м). Находится в жилых районах «Центральный» и «Сибирский» Ленинского и Октябрьского административных районов Екатеринбурга и проходит в направлении запад — восток. Современное название улица получила в 1930-е годы по фамилии большевика В. В. Куйбышева. Улица расположена между Московской улицей и Комсомольской улицей, разделена на две примерно равные части рекой Исетью. Пересекает территорию Ленинского и Октябрьского районов города.

## История и достопримечательности
Впервые как неупорядоченная структура фиксируется на плане Екатеринбурга 1785 года. На плане 1804 года уже приобретает направление по обоим берегам реки Исети. В дореволюционном Екатеринбурге на Сибирском проспекте находились: на правом берегу Исети — здание 2-й женской гимназии, Сиротский (Нуровский) приют с Никольской церковью, рынок на Щепной площади, рынок на Хлебной площади. На левобережной части улицы находятся большой и малый дома золотопромышленников Рязановых (архитекторы М. П. Малахов, К. Г. Турский), признанные памятниками архитектуры, Свято-Троицкий собор (Рязановская церковь), северная граница Сенной площади.
Мост через Исеть по Сибирскому проспекту был построен в 1930 году на месте брода через реку; появилась насыпь для прокладки трамвайных путей. Между этим мостом и перекрёстком с улицей 8 Марта находится территория, прилегающая к зданию цирка, введённого в эксплуатацию в 1980 году. В 1960-е годы территория между насыпью и излучиной реки была засыпана и приспособлена под строительство новых зданий. На месте бывшего Рязановского сада в 1990-е годы был построен ресторан «Харбин», а возле Свято-Троицкой (Рязановской) церкви (частично на месте старого городского цирка, сгоревшего в 1976 году) было возведено здание первого в Екатеринбурге 5-звёздочного «Атриум Палас Отеля». Восточнее его (через улицу Белинского) находится здание естественнонаучных факультетов УрГУ, Дом художника с выставочным залом. На углу улиц Куйбышева и Восточной расположен Октябрьский (Шарташский) рынок.

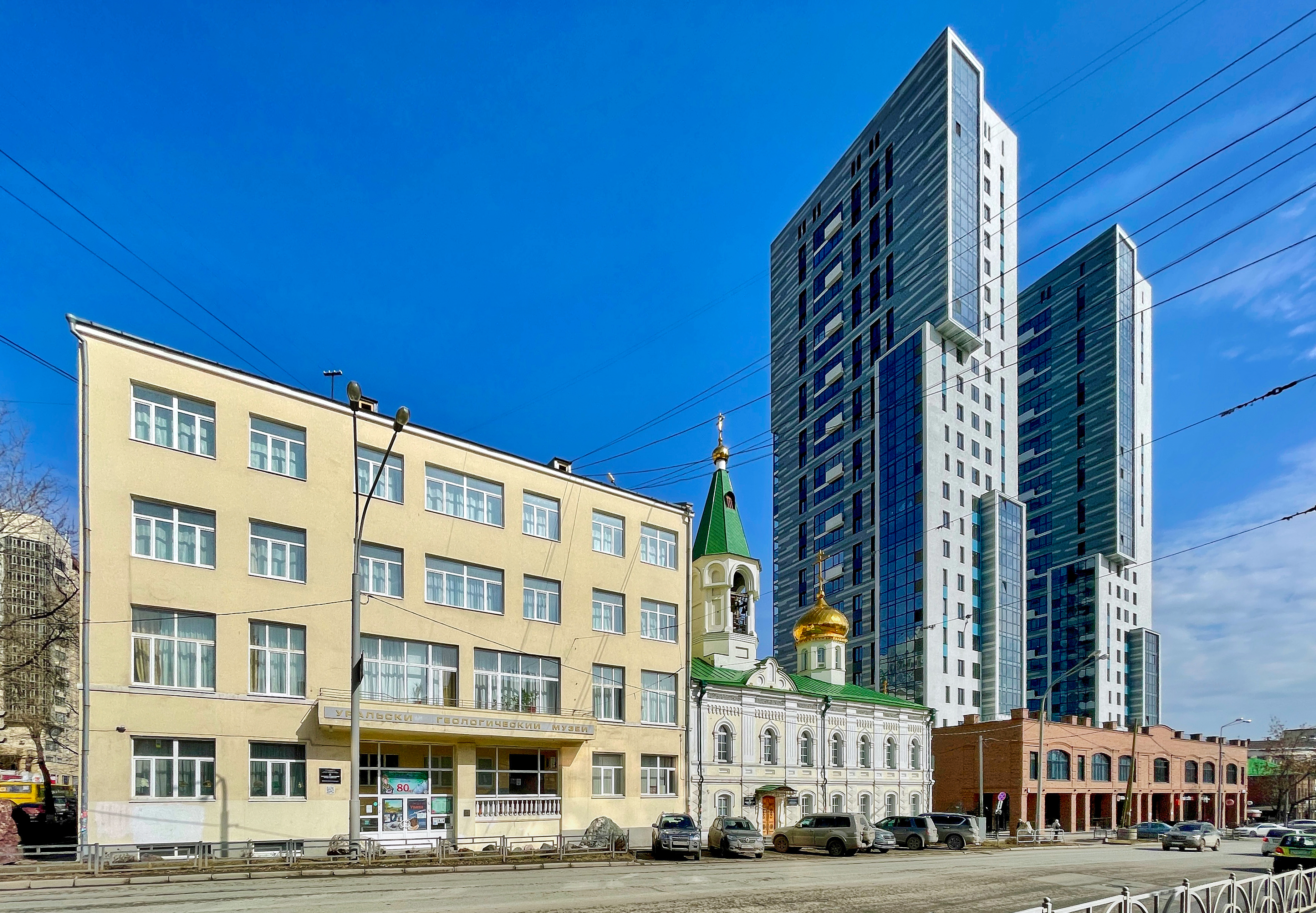
Геологический музей и Никольская церковь
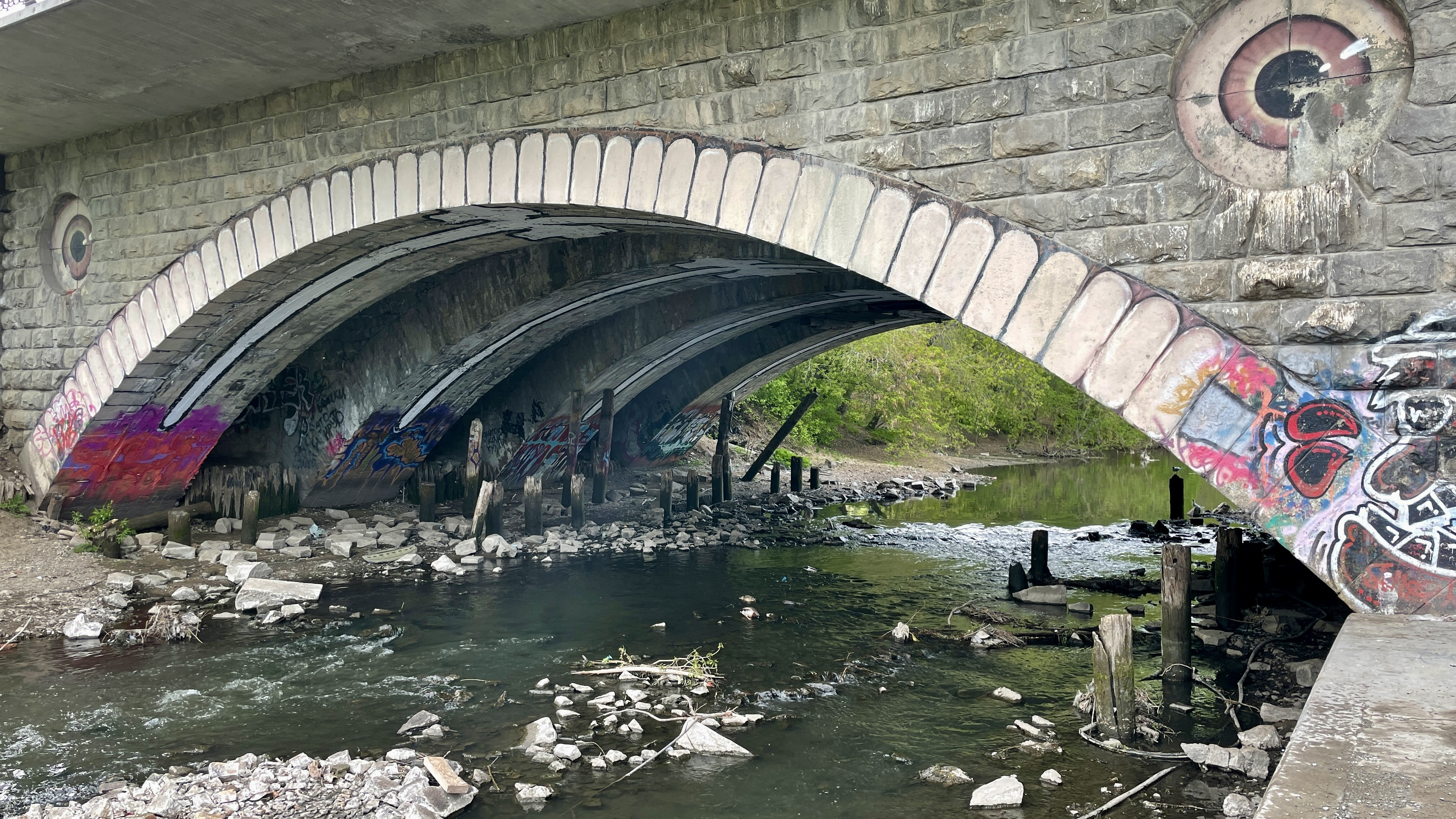
Мост через Исеть
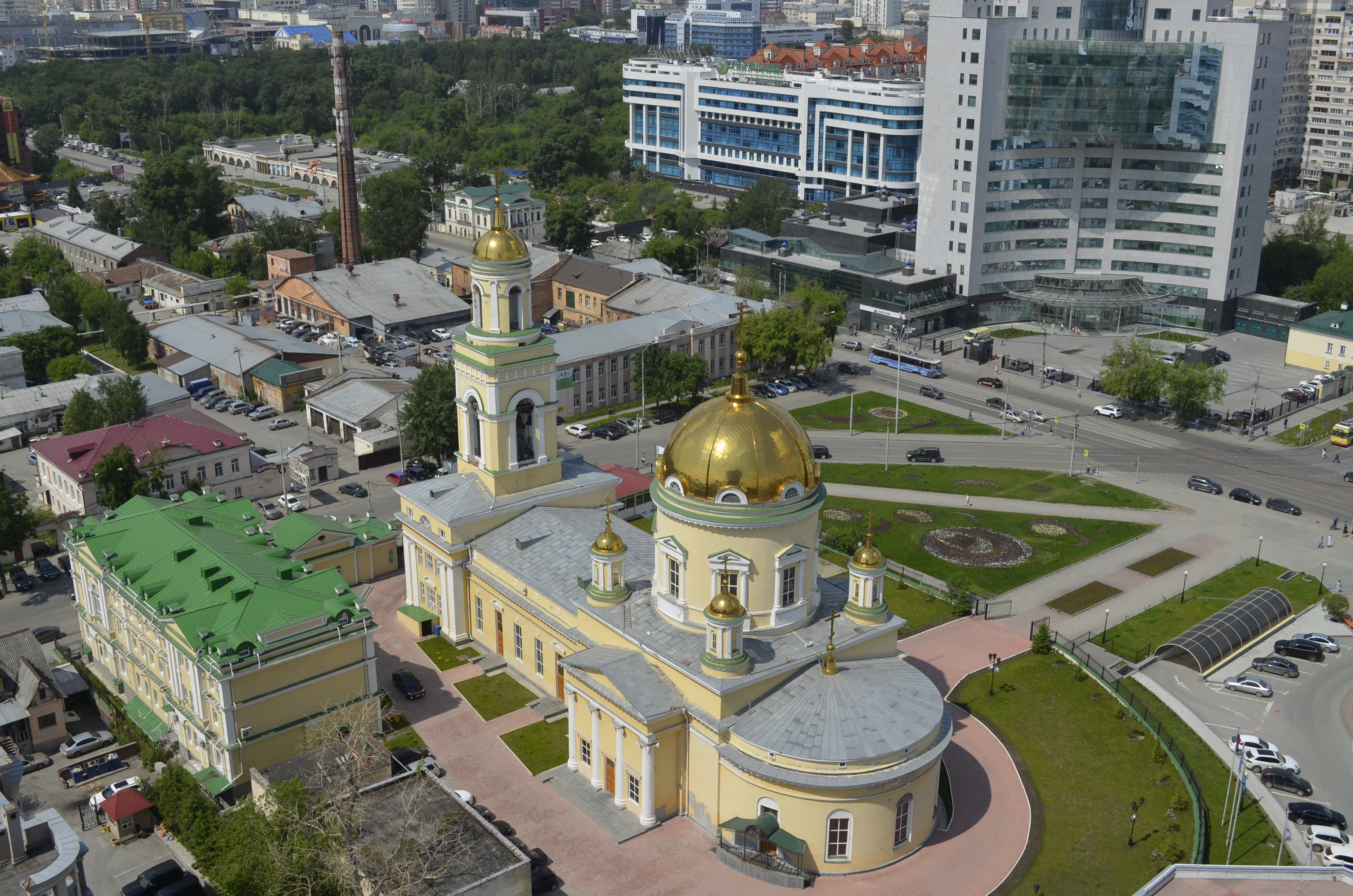
Свято-Троицкий собор
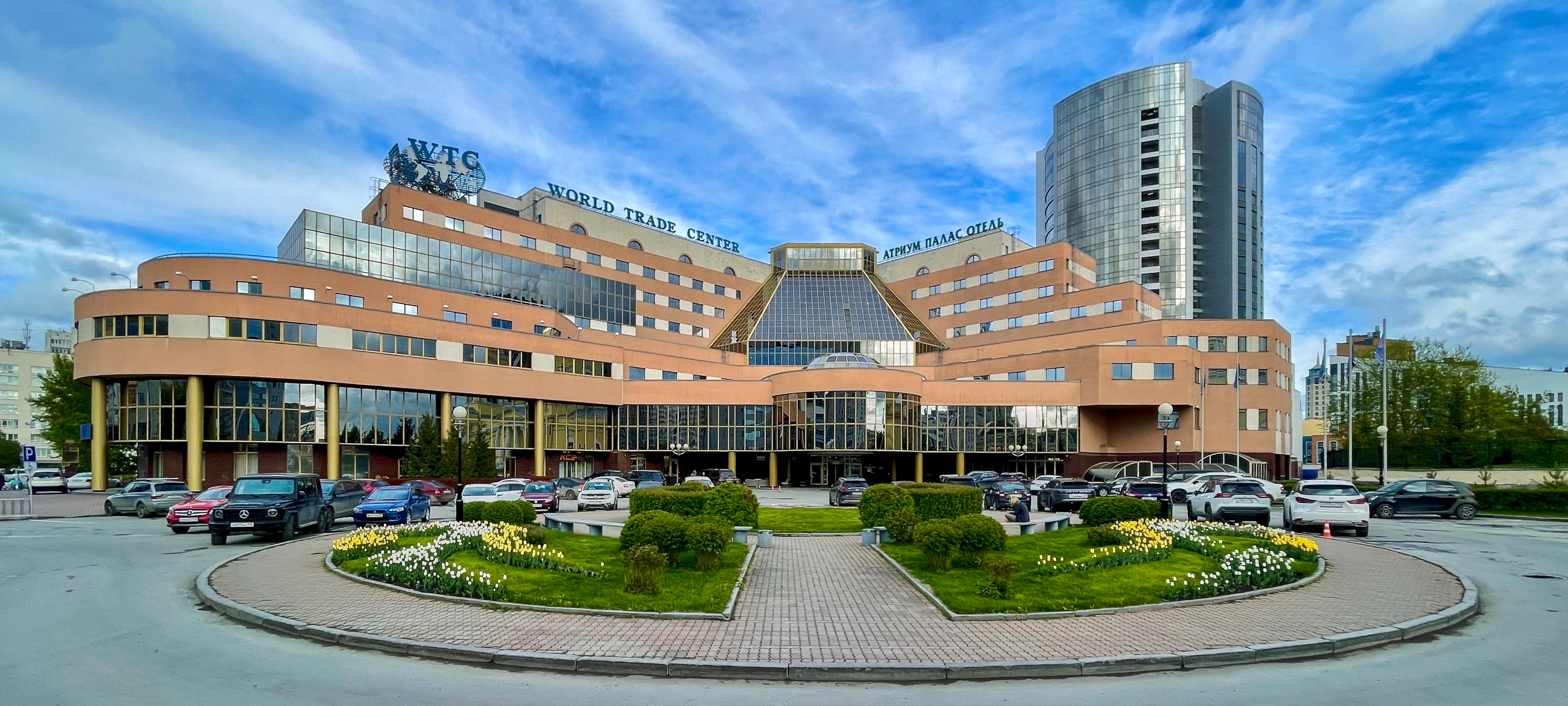
Атриум Палас Отель
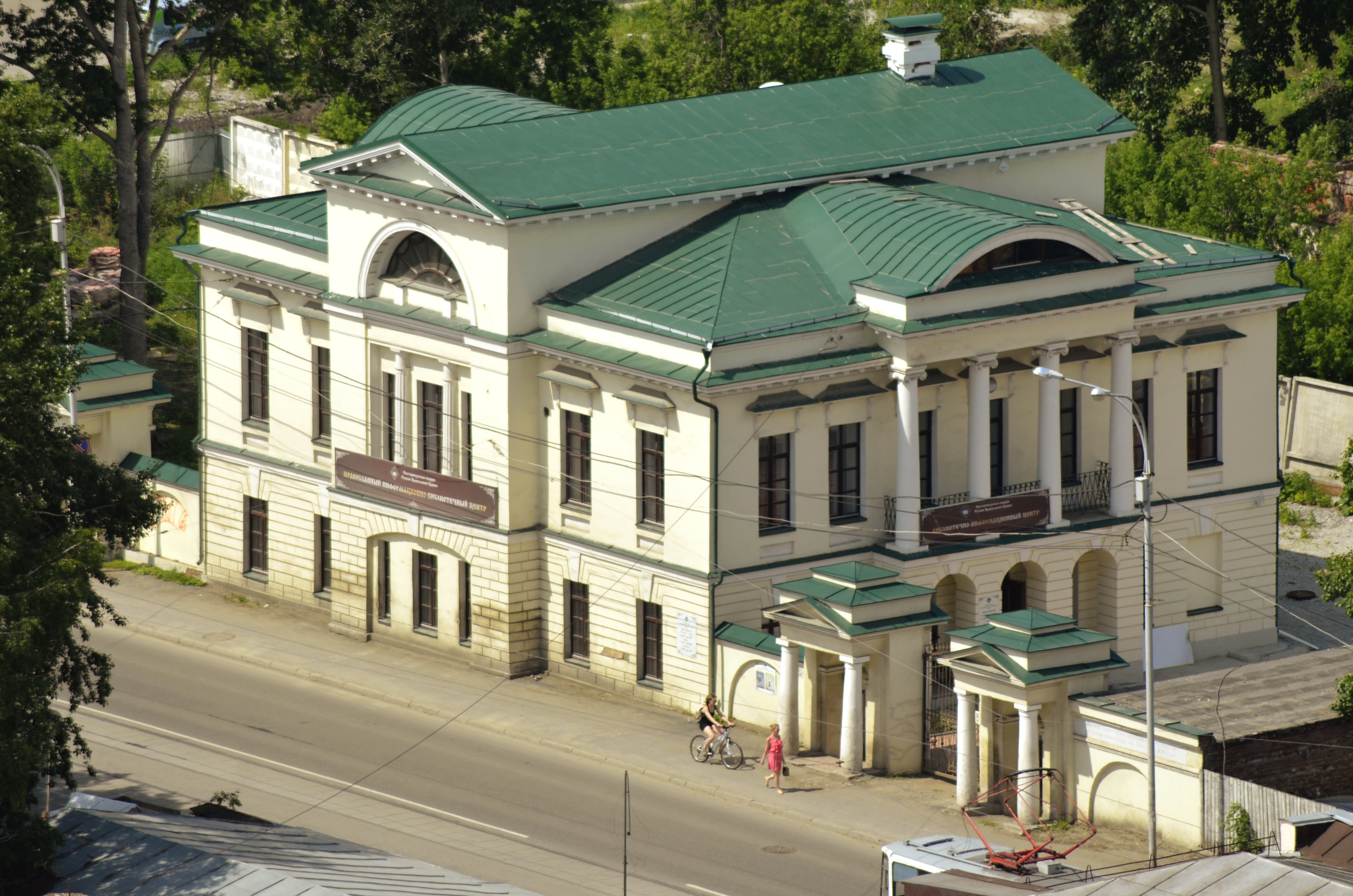
Малая усадьба Рязанова
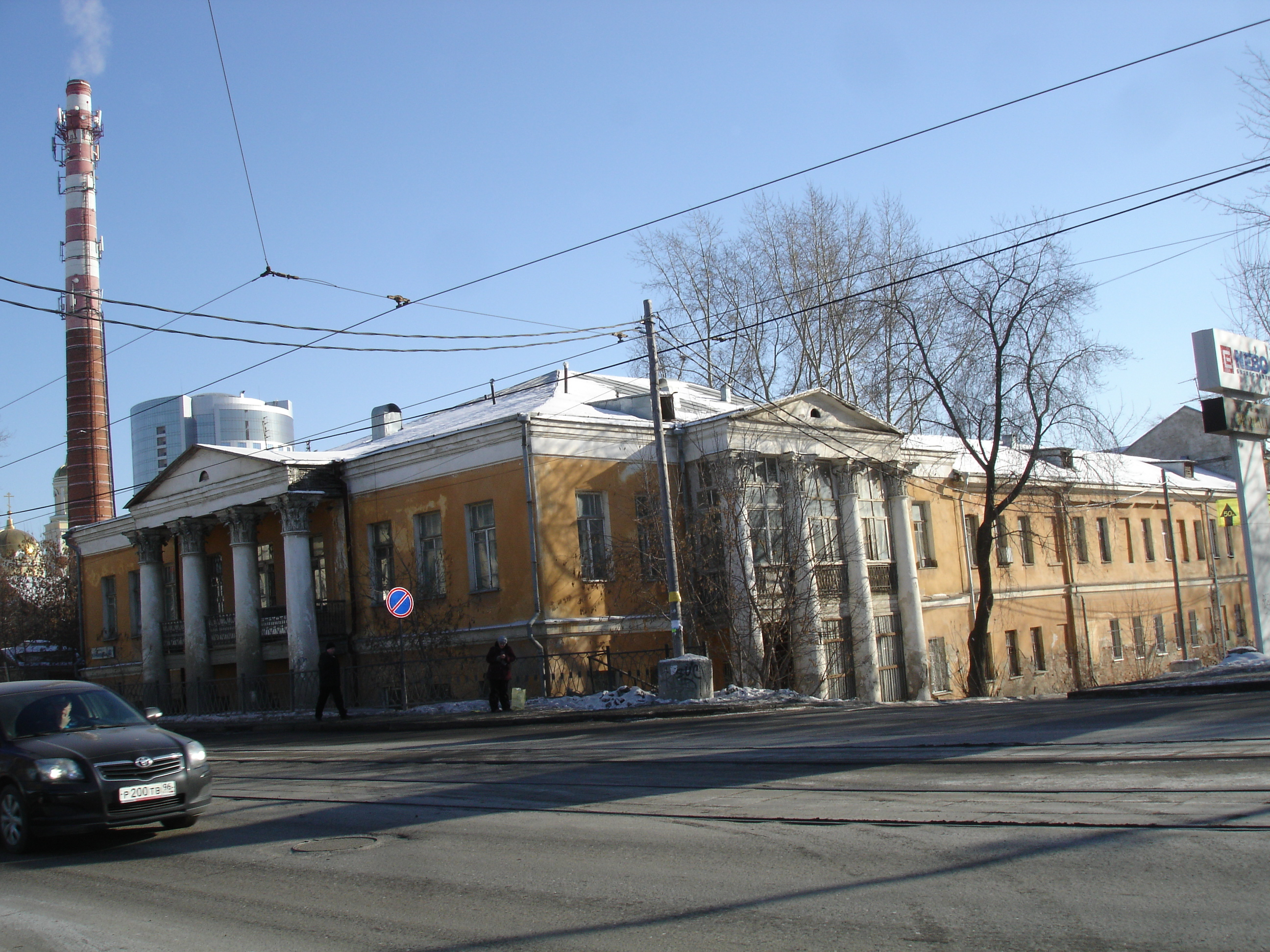
Большая усадьба Рязановых
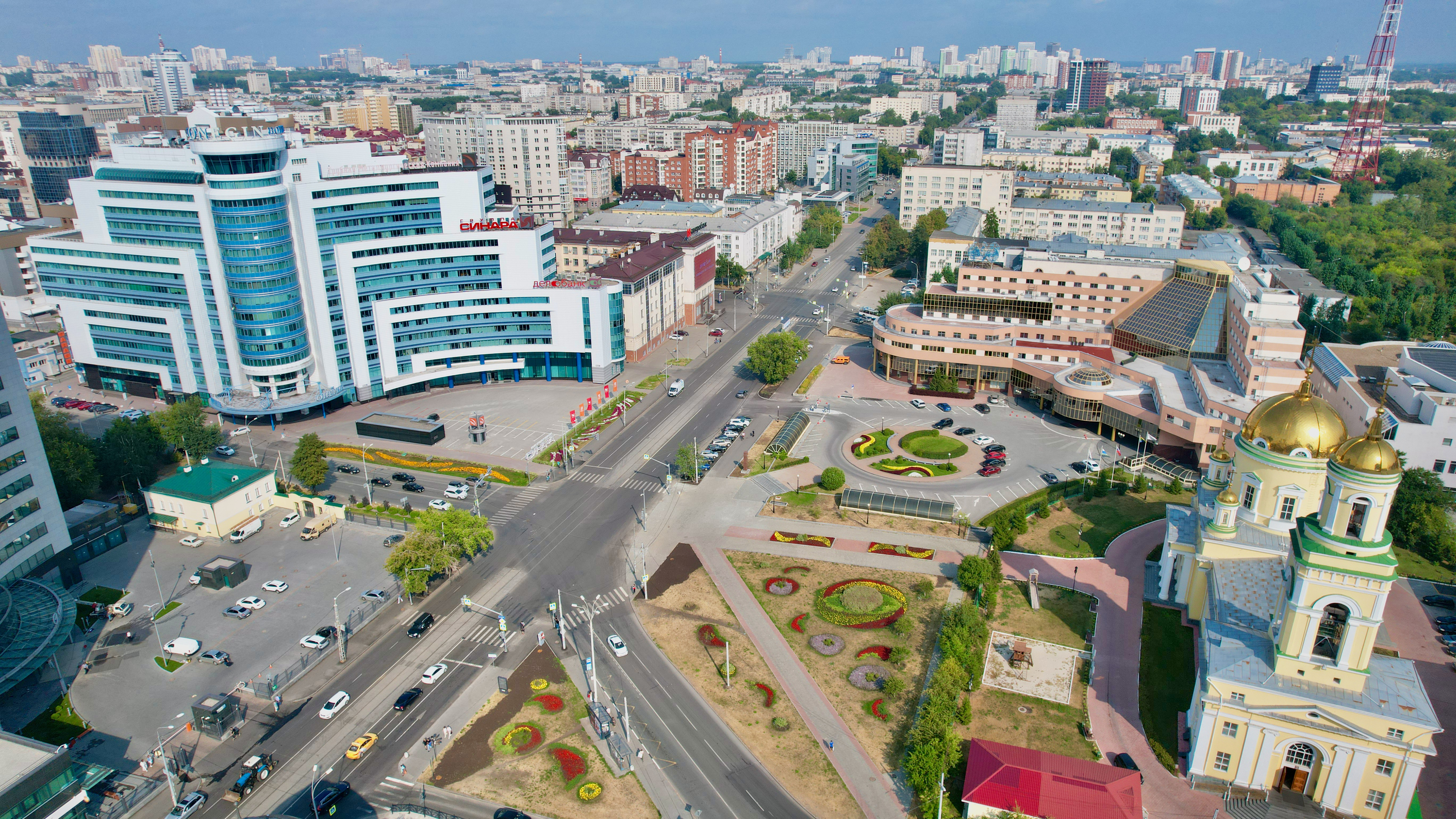
Перекрёстки с улицами Розы Люксембург и Белинского

## Транспорт
На участке между улицами 8 Марта и Луначарского по улице Куйбышева проходит трамвайная линия, по которой следуют трамвайные маршруты 9, 10, 14, 25, 33 (в оба направления), 3 (в сторону Луначарского), 21, 32 (в сторону 8 Марта).